# Пак Дин Шунь
Пак Дин Шунь (кор. 박진순?, 朴鎭淳?; Пак Чин Сун, Пак Иван Фёдорович; псевдонимы: Иван Гоженский, Чун У; 1897 — 19 марта 1938) — корейский политический деятель, один из руководителей Корейской коммунистической партии, кореевед, историк философии, журналист.

## Биография
Родился в г. Кэсон, Корея (по другим сведениям, в д. Николаевка Ольгинского уезда Приморской области, Россия). Окончил русскую гимназию и стал учителем средней школы. В 1918 — участник партизанской борьбы в Сучанском районе.
В 1919 по поручению Ли Дон Хви был послан в Москву как представитель Корейской социалистической партии. В журнале «Коммунистический интернационал» он опубликовал статью, в которой говорится о слиянии Союза социалистов Кореи с вооружённым христианским обществом «Синминдан» и создании на их базе социалистической партии (однако в Коминтерн был принят всё же Союз социалистов Кореи). В 1920 был избран членом ИККИ, являлся членом комиссии по национальным делам Второго конгресса Коминтерна. В октябре 1920 участвовал во Всероссийском съезде корейцев в Омске , на котором противостоял Иркутскому ЦК РКП(б). По мнению некоторых исследователей, Пак Чин Сун считал, что гегемоном революции вначале должна стать либеральная буржуазия, а революция на Западе возможна только после победы революции на Востоке.
В 1921 — член ЦК Корейской коммунистической партии (Шанхайская группа). В 1922—1925 учился в Московском университете. В 1925 работал в Оргбюро в Кандо. Вступил в массовую организацию Чхондогё и способствовал укреплению её левого крыла, в результате чего она установила связи с Крестьянским Интернационалом. В 1926—1927 — референт по корейскому вопросу Информационного отдела ИККИ. В 1927—1928 — аспирант Института философии РАНИОН. Позднее ректор издательства «Иностранный рабочий».
Арестован 15 декабря 1937. 19 марта 1938 приговорён ВКВС СССР к расстрелу по обвинению в участии в диверсионно-террористической организации, приговор исполнен в тот же день. Реабилитирован 18 июля 1956.